# Duální kód
Duální kód daného lineárního kódu
{\displaystyle C\subset \mathbb {F} _{q}^{n}}
je lineární kód definovaný jako
{\displaystyle C^{\perp }=\{x\in \mathbb {F} _{q}^{n}\mid \langle x,c\rangle =0\;\forall c\in C\},}
kde
{\displaystyle \langle x,c\rangle =\sum _{i=1}^{n}x_{i}{c_{i}}^{p}}
a p je charakteristikou konečného pole Fq. Z hlediska pojmů lineární algebry je duální kód anihilátorem C vzhledem k bilineární formě <,>. Součet dimenze kódu C a dimenze jeho duálu je vždy roven n:
{\displaystyle \dim C+\dim C^{\perp }=n.}
Duální kód duálního kódu tvoří vždy původní kód.

## Samoduální kódy
Samoduální kód je takový kód, který je duální sám k sobě. Z toho vyplývá, že n musí být sudé a dim C = n/2. Samoduální kódy je možno rozdělit na čtyři typy:
- Typ I – binární samoduální kódy, jejichž kódová slova mají sudou Hammingovu váhu, ale nikoliv dělitelnou čtyřmi
- Typ II – binární samoduální kódy, jejichž kódová slova mají Hammingovu váhu dělitelnou čtyřmi
- Typ III – ternární samoduální kódy, jejichž kódová slova mají Hammingovu váhu dělitelnou třemi
- Typ IV – samoduální kódy nad F4, jejichž kódová slova mají sudou Hammingovu váhu

Kódy typu I, II, III, respektive IV existují pouze v případě, že je délka n násobkem 2, 8, 4, respektive 2.